# Orquesta Sinfónica del Vallés

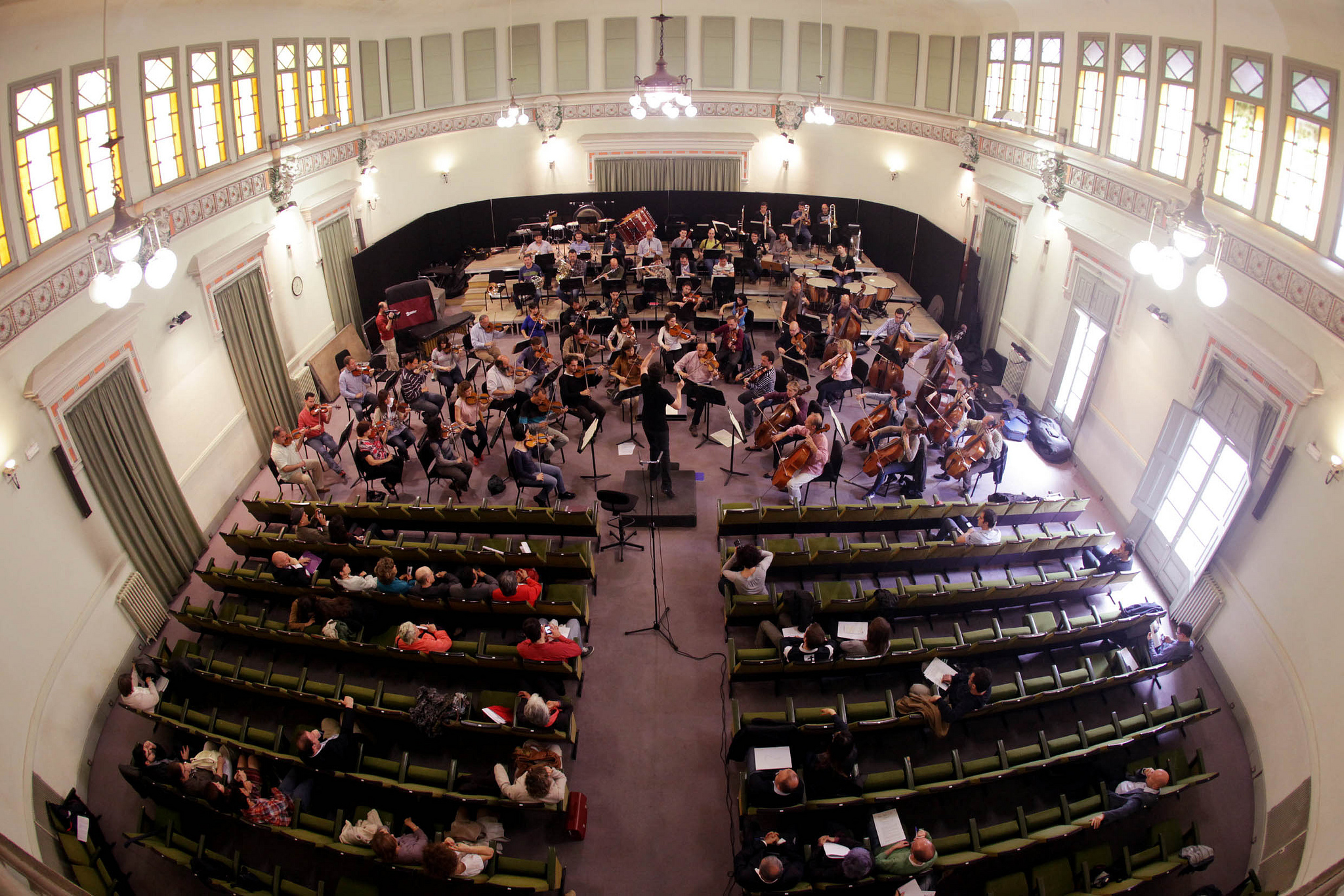
Concierto de la Orquesta Sinfónica del Vallès en la presentación de la 17a temporada del ciclo de conciertos sinfónicos.

La Orquesta Sinfónica del Vallés (en catalán y oficialmente, Orquestra Simfònica del Vallès, abreviado como OSV) es una orquesta sinfónica española estable de titularidad privada, con sede en Sabadell (Barcelona). Junto con la Orquesta sinfónica de Barcelona y la Orquesta sinfónica del Gran Teatro de Liceo forma parte de las orquestas profesionales de Cataluña. 
Nació en 1987, en el seno de la Associació d'Amics de l'Òpera de Sabadell. Un año más tarde, se convertía en la única orquesta sinfónica en España organizada empresarialmente como sociedad anónima laboral, en la cual los músicos y trabajadores son simultáneamente los propietarios y los accionistas.
Como reconocimiento a su tarea de difusión y divulgación de la gran música sinfónica, en 1992 recibió el Premio Nacional de Música, otorgado por la Generalidad de Cataluña. Es miembro de la Asociación Española de Orquestas Sinfónicas (AEOS), dónde es la única orquesta de titularidad privada.

## Directores
- Xavier Puig Desde 2018.
- James Ross (2017-2018).
- Rubén Gimeno (2009-2016).
- David Giménez Carreras (2006-2009).
- Edmon Colomer (2002-2005).
- Salvador Brotons (1997-2002).
- Jordi Mora (1993-1997).
- Albert Argudo (1988-1992).